# Valentina Visconti

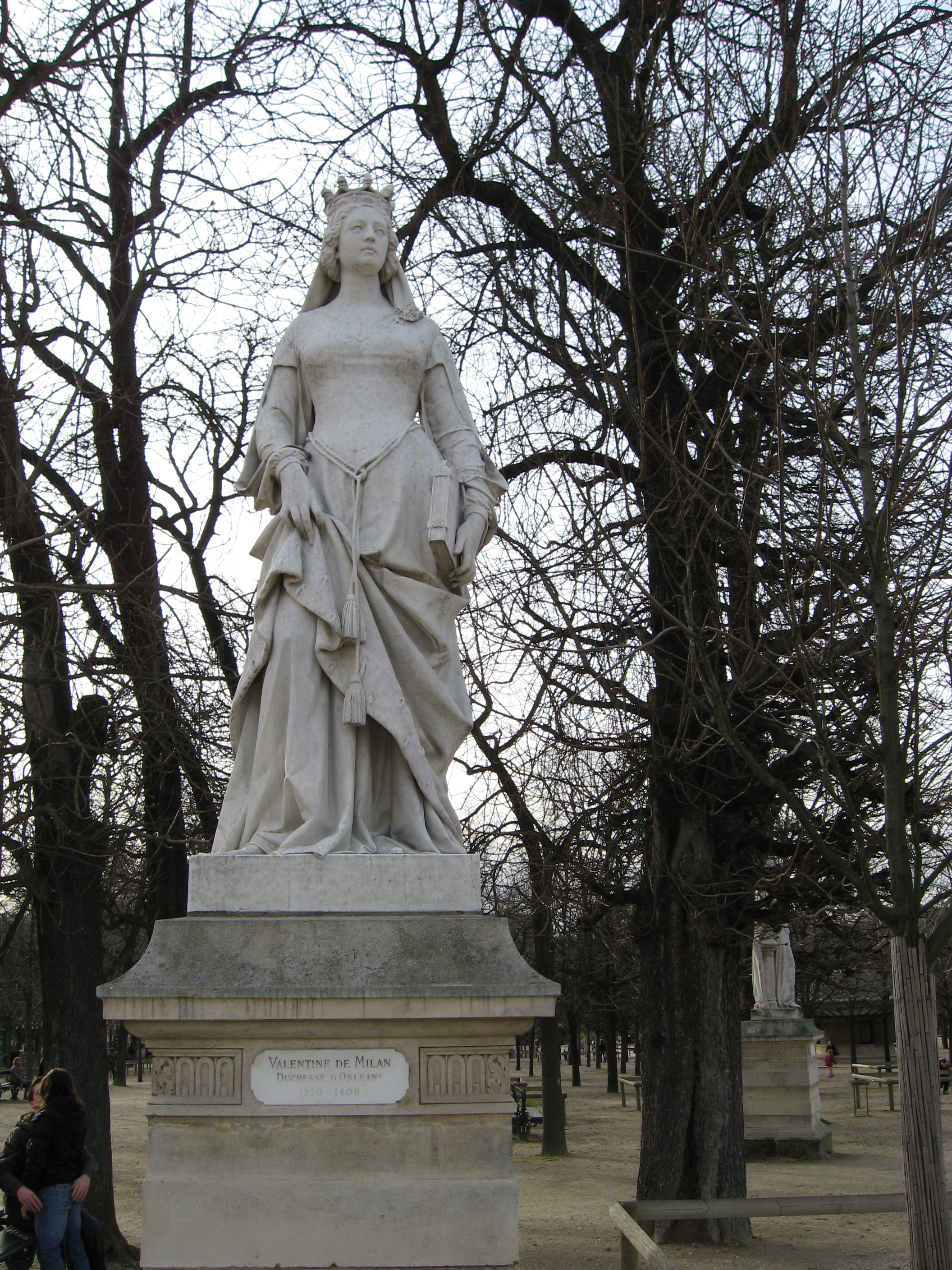
Su estatua en el Jardín del Luxemburgo.

Valentina Visconti (Milán, 1370-castillo de Blois, 4 de diciembre de 1408) fue hija de Gian Galeazzo Visconti, primer duque de Milán y de Isabel de Valois, hija de Juan II de Francia y hermana de Carlos V de Francia. Fue duquesa consorte de Orleans por su matrimonio con Luis de Valois, hermano del rey Carlos VI de Francia.

## Infancia y casamiento
Nació en Milán y era hija de Gian Galeazzo Visconti, el primer duque de Milán, y de Isabel de Valois. Habiendo quedado huérfana de madre, fue llevada a Pavía donde fue educada por su abuela Blanca de Saboya. 
En el año 1385 su padre Gian Galeazzo, convertido en señor de Milán, decidió casarla con Luis de Valois, hermano del rey Carlos VI de Francia, para reforzar su posición política con Francia. El 25 de noviembre de 1386, con dispensa del papa Clemente VII fue estipulado el contrato matrimonial: la esposa llevaba en dote la ciudad de Asti, el Condado de Vertus, 400 mil florines y la sucesión milanesa. El rito nupcial fue oficiado solamente por poderes en Milán el 8 de abril de 1387. De hecho, Gian Galeazzo, impidió a su hija abandonar Milán, esgrimiendo la excusa de su corta edad, pero era solamente una estratagema para ganar tiempo en la esperanza de que su mujer Catalina quedara embarazada, y poder así modificar el contrato matrimonial. El 7 de septiembre de 1388, en efecto, nació Gian María y, mientras se procedía a la revisión de las cláusulas nupciales, Valentina fue enviada a alcanzar a su marido, bajo la escolta de su primo paterno Amadeo VII de Saboya llamado el conde Rojo, con un anticipo ingente de la dote, que comprendía 200.000 florines de oro, collares, piedras y telas preciosas. Durante su viaje se detuvo en Alejandría, Asti y Chieri.

## Las nupcias
El matrimonio se celebró en Melun el 17 de agosto de 1389. Su prima Isabel, hija de Tadea Visconti y Esteban III de Baviera, también se había casado en tanto con Carlos VI futuro rey de Francia. Las dos primas habitaron juntas en Vincennes antes de trasladarse a París. En ese periodo Valentina tuvo tres hijos que murieron prematuramente. También los primeros dos hijos de su prima Isabel tuvieron vida breve.

## La locura de Carlos VI
Los lutos de los primeros dos hijos de Isabel de Baviera generaron en Carlos VI la convicción de que sobre su descendencia caía una maldición, llevándolo a un síndrome maniaco-depresivo no atenuado ni siquiera con el nacimiento de los otros hijos. Ese estado psicológico degeneró aún más y en agosto de 1392 Carlos VI fue atrapado por un delirio homicida y mató a algunos de sus caballeros, poniendo en fuga a su hermano Luis. Ese episodio fue utilizado por Isabel para emprender una campaña de acusaciones contra su prima, acusándola de haber tramado y «hechizado» a su marido con la intención de ilegitimarlo y de asegurar el trono al propio cónyuge. A causa de las intrigas en la corte de Carlos VI y de la enemistad con la reina, Isabel de Baviera, Valentina fue exiliada desde la corte hasta San Pol y tuvo que vivir en París.

## El exilio
Para proteger a su esposa de la divulgada hostilidad y de la política francesa anti-viscontea en marzo de 1396, Luis la trasladó a Asnières, donde la visitaba por breves periodos, mientras se hacía la ampliación del castillo de Blois. 
Durante ese periodo, nacieron otros cuatro hijos: en 1396 Felipe; en 1399, Juan; en 1401 María; en 1406 Margarita. El alejamiento de Valentina coincidió con el abandono de la alianza con Gian Galeazzo Visconti a cambio de la franco-florentina del 29 de septiembre de 1396. De Asnières, Valentina se traslada a Blois el año 1400. 
Su marido Luis transformó el castillo en una verdadera fortaleza, porque el condado estaba prácticamente cercado por la provincia del duque de Borgoña. En 1402 su padre Gian Galeazzo murió a causa de la peste en el ducado milanés, su puesto fue desempeñado por su mujer Catalina como regente. Fue protectora de Eustache Deschamps, quien escribió poesía en su honor, ella fue también la madre de uno de los poetas más famosos de Francia, Carlos de Orleans.

## La muerte de Luis de Orleans
«Estando mal dispuesto del sentido y del cerebro Carlos VI, en el año 1391, pretendieron el gobierno del reino su hermano Luis, o Ludovico, que era también duque de Orleans, y Felipe el Atrevido duque de Borgoña tío del rey; acerca de esto había mucha rivalidad y contienda que renacía aunque disimulada».
La mira sobre el trono de Francia por parte del duque de Borgoña se hizo aún más apremiante, esto llevó a algunos años de luchas y traiciones por la supremacía del reino. Cuando al duque de Borgoña Felipe el Atrevido, le sucedió Juan Sin Miedo, la presión se hizo aún más insistente. La primera trampa coincidió con el matrimonio del delfín Luis de Guyena de 7 años y su hija Margarita de Borgoña. Pero la hostilidad abierta desembocó en julio de 1405, cuando Juan desencadenó el ataque a París, abandonando  los realistas la capital dirigiéndose a Melun, donde instalaron un gobierno provisional. El delfín con la intención de alcanzar a los progenitores, fue puesto de rehén por su suegro Juan. Después de dos meses, Isabel y Luis regresaron a París, pero sin obtener ningún poder efectivo porque el 26 de enero de 1406 el duque de Borgoña se hizo proclamar regente por el delfín. El 23 de noviembre de 1407 la reina Isabel alumbró al último de sus hijos que murió pocas horas después. Conocida la noticia, su cuñado Luis se dirigía de visita a palacio pero, cerca de la puerta Barbette, lo esperaban los sicarios enviados por Juan, que temía una eventual reivindicación del reino por parte suya, y lo asesinaron.
El asesinato de su marido impedía a Valentina cualquier desarrollo futuro. Sobrevivió a su esposo solo por un corto tiempo. Viuda y abandonada, murió en Blois a los treinta y ocho años el 4 de diciembre de 1408, sobreviviéndola sus hijos Carlos de Orleans de catorce años, futuro padre de quien fue después el rey Luis XII, Felipe de doce años, Juan de ocho y Margarita de solo dos años.
Está sepultada en París.
Sus hijos fueron:
- Un hijo (1390), fallecido al nacer.
- Luis (1391-1395), fallecido en la infancia.
- Juan (1393), fallecido al mes de nacido.
- Carlos (1394-1465), Duque de Orleans, padre del rey Luis XII de Francia.
- Felipe (1396-1420), conde de Vertus.
- Juan (1400-1467), conde de Angulema, abuelo del rey Francisco I de Francia.
- María (1401), fallecida poco después de nacer.
- Margarita (1406-1466), Condesa de Vertus, casada con Ricardo de Bretaña, Conde de Etampes.